# Chad Archibald
Chad Archibald est un réalisateur canadien,

## Filmographie

### Films
- BootyMeat 5000 (2003)
- Desperate Souls (2005)
- Neverlost (2011)[3],[4]
- Kill (2011)
- The Drownsman (2014)
- Ejecta (2014)
- Bite (2015)[5]
- The Heretics (2017)
- I'll Take your dead (2019)

### Télévision
- Creepy Canada (2006, 2 épisodes)